# Tsareva livada
Tsareva livada (bulgariska: Царева ливада) är ett distrikt i Bulgarien.   Det ligger i kommunen Obsjtina Drjanovo och regionen Gabrovo, i den centrala delen av landet, 180 km öster om huvudstaden Sofia.
Omgivningarna runt Tsareva livada är en mosaik av jordbruksmark och naturlig växtlighet. Runt Tsareva livada är det ganska tätbefolkat, med 52 invånare per kvadratkilometer.